# Campeonato de Clubes de la ASEAN 2005
El Campeonato de Clubes de la ASEAN 2005 fue la 2ª edición de este torneo de fútbol a nivel de clubes de Asia organizado por la Federación de fútbol de la ASEAN y que contó con la participación de 8 equipos representantes del Sureste de Asia, 4 equipos menos que en la edición anterior, con la participación por primera vez de un equipo de Timor Oriental.
Campeonato de Clubes de la ASEAN 2024
El Tampines Rovers FC de Singapur venció al Pahang FA de Malasia en la final disputada en el Hassanal Bolkiah National Stadium en Brunéi Darussalam para ser el primer equipo de Singapur en ganar el torneo.

## Participantes
| Club                   | Método de Clasificación                              |
| ---------------------- | ---------------------------------------------------- |
| Pahang FA              | Campeón de la Super League Malaysia 2004             |
| Hoang Anh Gia Lai      | Campeón de la V-League 2004                          |
| FC Zebra               | Campeón de la Super Liga 2004                        |
| Nagacorp FC            | Campeón de la Cambodian League 2004                  |
| Tampines Rovers FC     | Campeón de la S. League 2004                         |
| DPMM FC                | Campeón de la Brunei Premier League 2004 y anfitrión |
| Finance and Revenue FC | Campeón de la Myanmar Premier League 2004            |
| TTM FC                 | Campeón de la 2004–05 Thai League                    |

## Fase de grupos

### Grupo A
| Club              | Pts | J | G | E | P | GF | GC | GD  |
| ----------------- | --- | - | - | - | - | -- | -- | --- |
| Pahang FA         | 9   | 3 | 3 | 0 | 0 | 15 | 0  | +15 |
| Hoang Anh Gia Lai | 6   | 3 | 2 | 0 | 1 | 19 | 6  | +13 |
| FC Zebra          | 3   | 3 | 1 | 0 | 2 | 4  | 22 | -18 |
| Nagacorp FC       | 0   | 3 | 0 | 0 | 3 | 1  | 11 | -10 |

| 22 de julio de 2005 | FC Zebra                              | 3:0 | Nagacorp FC | Hassanal Bolkiah National Stadium, Bandar Seri Begawan, Brunéi |  |
|                     | Jose Joao 51' · Jaime Victor 71', 89' |     |             |                                                                |  |

| 22 de julio de 2005 | Pahang FA                                      | 4:0 | Hoang Anh Gia Lai FC | Hassanal Bolkiah National Stadium, Bandar Seri Begawan, Brunéi |  |
|                     | Tchoutang 3', 14' · Mahayuddin 67' · Idrus 70' |     |                      |                                                                |  |

| 24 de julio de 2005 | Nagacorp FC | 1:5 | Hoang Anh Gia Lai FC                                                  | Hassanal Bolkiah National Stadium, Bandar Seri Begawan, Brunéi |  |
|                     | Nen 22'     |     | Chalermsan 34' · Van Dan 41', 45' · Senamuang 56' (pen.) · Jancam 83' |                                                                |  |

| 24 de julio de 2005 | Pahang FA                                                            | 8:0 | FC Zebra | Hassanal Bolkiah National Stadium, Bandar Seri Begawan, Brunéi |  |
|                     | Tchoutang 53', 70', 75' · Sahat 69', 85' · Omar 77' · Talib 82', 88' |     |          |                                                                |  |

| 26 de julio de 2005 | Hoang Anh Gia Lai | 14:1 | FC Zebra    | Hassanal Bolkiah National Stadium, Bandar Seri Begawan, Brunéi |  |
|                     | Senamuang 2' · Viet 7', 30', 42', 50' , 79' (pen.), 86', 90' · Canh 8' · Chalermsan 19' · Van Dan 27' · Van Kiet 49' · Thien 80' · Ninh 81' |      | Marques 89' |                                                                |  |

| 26 de julio de 2005 | Nagacorp FC | 0:3 | Pahang FA                        | Hassanal Bolkiah National Stadium, Bandar Seri Begawan, Brunéi |  |
|                     |             |     | Jaafar 14' · Mahayuddin 40', 66' |                                                                |  |

### Grupo B
| Club                   | Pts | J | G | E | P | GF | GC | GD |
| ---------------------- | --- | - | - | - | - | -- | -- | -- |
| Tampines Rovers FC     | 9   | 3 | 3 | 0 | 0 | 6  | 2  | +4 |
| DPMM FC                | 4   | 3 | 1 | 1 | 1 | 4  | 4  | 0  |
| Finance and Revenue FC | 3   | 3 | 1 | 0 | 2 | 4  | 5  | -1 |
| TTM FC                 | 1   | 3 | 0 | 1 | 2 | 4  | 7  | -3 |

| 23 de julio de 2005 | DPMM FC                   | 2:2 | TTM FC           | Hassanal Bolkiah National Stadium, Bandar Seri Begawan, Brunéi |  |
|                     | Vujanovic 33' · Awang 83' |     | Anderson 3', 24' |                                                                |  |

| 23 de julio de 2005 | Tampines Rovers FC          | 2:1 | Finance and Revenue FC | Hassanal Bolkiah National Stadium, Bandar Seri Begawan, Brunéi |  |
|                     | Fahrudin 42' · Grabovac 65' |     | Ra 11'                 |                                                                |  |

| 25 de julio de 2005 | Finance and Revenue FC | 1:2 | DPMM FC                   | Hassanal Bolkiah National Stadium, Bandar Seri Begawan, Brunéi |  |
|                     | Ra 37'                 |     | Vujanovic 44' · Kamis 90' |                                                                |  |

| 25 de julio de 2005 | TTM FC          | 1:3 | Tampines Rovers FC                       | Hassanal Bolkiah National Stadium, Bandar Seri Begawan, Brunéi |  |
|                     | Kaewboonmee 69' |     | Grabovac 13', 64' · Muratovic 43' (pen.) |                                                                |  |

| 27 de julio de 2005 | DPMM FC | 0:1 | Tampines Rovers FC | Hassanal Bolkiah National Stadium, Bandar Seri Begawan, Brunéi |  |
|                     |         |     | Chaiyapuak 27'     |                                                                |  |

| 27 de julio de 2005 | Finance and Revenue FC | 2:1 | TTM FC       | Hassanal Bolkiah National Stadium, Bandar Seri Begawan, Brunéi |  |
|                     | Ra 12', 38'            |     | Anderson 66' |                                                                |  |

## Ronda Final

### Semifinales
| 29 de julio de 2005 | Pahang FA     | 1:0 | DPMM FC | Hassanal Bolkiah National Stadium, Bandar Seri Begawan, Brunéi |  |
|                     | Tchoutang 38' |     |         |                                                                |  |

| 29 de julio de 2005 | Tampines Rovers FC | 0:0 (5-3 p) | Hoang Anh Gia Lai | Hassanal Bolkiah National Stadium, Bandar Seri Begawan, Brunéi |  |
|                     |                    |             |                   | Asistencia: 2.306 espectadores                                 |  |

### Final
| 31 de julio de 2005 | Pahang FA                | 2:4 | Tampines Rovers FC                          | Hassanal Bolkiah National Stadium, Bandar Seri Begawan, Brunéi |                                |
|                     | Omar 44' · Tchoutang 46' |     | Shah 59', 84' · Grabovac 71' · Fahrudin 79' | Asistencia: 2.306 espectadores                                 | Asistencia: 2.306 espectadores |

## Campeón
| Campeonato de Clubes de la ASEAN 2005 |
| ------------------------------------- |
| Bandera de Singapur                   |
| Tampines Rovers 1º Título             |

## Goleadores
| Jugador                      | Club                   | Goles |
| ---------------------------- | ---------------------- | ----- |
| Bernard Tchoutang            | Pahang FA              | 7     |
| Nguyen Dinh Viet             | Hoang Anh Gia Lai      | 7     |
| Mirko Grabovac               | Tampines Rovers FC     | 4     |
| Kyaw Thu Ra                  | Finance and Revenue FC | 4     |
| Indra Putra Mahayuddin       | Pahang FA              | 3     |
| Nguyen Van Dan               | Hoang Anh Gia Lai      | 3     |
| Anderson                     | TTM FC                 | 3     |
| Mustafic Fahrudin            | Tampines Rovers FC     | 2     |
| Mohd Noh Alam Shah           | Tampines Rovers FC     | 2     |
| Shahrulnizam Sahat           | Pahang FA              | 2     |
| Hairuddin Omar               | Pahang FA              | 2     |
| Rosdi Talib                  | Pahang FA              | 2     |
| Dusit Chalermsan             | Hoang Anh Gia Lai      | 2     |
| Kiatisuk Senamuang           | Hoang Anh Gia Lai      | 2     |
| Goran Vujanovic              | DPMM FC                | 2     |
| Jaime Victor da Costa Filipe | FC Zebra               | 2     |
| Sead Muratovic               | Tampines Rovers FC     | 1     |
| Santi Chaiyaphuak            | Tampines Rovers FC     | 1     |
| Irwan Fadly Idrus            | Pahang FA              | 1     |
| Jalaluddin Jaafar            | Pahang FA              | 1     |
| Vimon Jancam                 | Hoang Anh Gia Lai      | 1     |
| Chu Ngoc Canh                | Hoang Anh Gia Lai      | 1     |
| Nguyen Van Kiet              | Hoang Anh Gia Lai      | 1     |
| Tran Minh Thien              | Hoang Anh Gia Lai      | 1     |
| Duong Minh Ninh              | Hoang Anh Gia Lai      | 1     |
| Mohd Saiful Rizal Awang      | DPMM FC                | 1     |
| Rosmin Kamis                 | DPMM FC                | 1     |
| Jose Joao Pereira            | FC Zebra               | 1     |
| Demofilho Marques            | FC Zebra               | 1     |
| Sakda Kaewboonmee            | TTM FC                 | 1     |
| Michael Thach Nen            | Nagacorp FC            | 1     |